# Пик Семёнова
Пик Семёнова (кирг. Семенов чокусу) — горная вершина в Центральном Тянь-Шане в Кыргызстане. Высшая точка хребта Сарыджаз (5816 м). Поднимается над долиной с ледником Северный Иныльчек.
Пик был назван в честь Петра Петровича Семёнова, который исследовал Центральный Тянь-Шань в 1857 году.